# Silvio González
Silvio Augusto González (Guernica, 8 giugno 1980) è un ex calciatore argentino, di ruolo attaccante.